# Liézey
Liézey település Franciaországban, Vosges megyében. Lakosainak száma 301 fő (2022. január 1.). Liézey Champdray, Gérardmer, Granges-Aumontzey, Rehaupal és Le Tholy községekkel határos.

## Népesség
A település népességének változása:
| Lakosok száma | 277  | 270  | 285  | 286  | 294  | 297  | 297  | 299  | 301  |
|               | 2013 | 2015 | 2016 | 2017 | 2018 | 2019 | 2020 | 2021 | 2022 |